# Bosque Farms
Bosque Farms is een plaats (village) in de Amerikaanse staat New Mexico, en valt bestuurlijk gezien onder Valencia County.

## Demografie
Bij de volkstelling in 2000 werd het aantal inwoners vastgesteld op 3931.
In 2006 is het aantal inwoners door het United States Census Bureau geschat op 3990, een stijging van 59 (1,5%).

## Geografie
Volgens het United States Census Bureau beslaat de plaats een oppervlakte van
10,2 km², geheel bestaande uit land.

## Plaatsen in de nabije omgeving
De onderstaande figuur toont nabijgelegen plaatsen in een straal van 12 km rond Bosque Farms.